# 王宗敏
王宗敏（1964年2月—），男，汉族，河南荥阳人。中共党员，工学博士、教授、博士生导师。曾任郑州大学党委副书记、副校长，现任河南师范大学党委书记、校长。

## 简历
1985年毕业于郑州工学院取得工学学位，1990年获得郑州工学院硕士学位，1996年获得清华大学工学博士学位，后到香港大学博士后研究，美国孟菲斯大学高级研修学者。
1997年任郑州工业大学网络中心主任，2001年6月任郑州大学远程教育学院院长、网络管理中心主任，2004年4月任郑州大学研究生处处长，2004年6月任郑州大学研究生院常务副院长，2008年6月任郑州大学副校长。2017年9月任中原工学院院长。2020年8月任郑州大学党委副书记、副校长。
2022年2月，任河南师范大学党委书记。同年6月，兼任河南师范大学校长。
1996年晋升副教授，2000年晋升教授，享受国务院特殊津贴。在学术期刊上发表100余篇论文。主要研究方向：互联网医疗、水利信息技术。

## 荣誉头衔
- 河南省优秀专家
- 河南省优秀教师
- 首届河南省十大IT青年新锐
- 河南省优秀中青年骨干教师
- 河南省优秀青年教师
- “河南省创新人才培养对象”
- “河南省杰出青年基金”
- 互联网医疗与健康服务河南省协同创新中心主任
- 河南省信息网络重点学科开放实验室主任
- 河南省高校科研管理研究会理事长
- 河南省互联网医疗产业联盟理事长
- 教育部“资助优秀年轻教师基金”
- 完成国家自然科学基金1项
- 教育部科技进步一等奖1项
- 河南省科技进步二等奖4项
- 河南省教学成果特等奖